# Nepomuceno (nome)
Nepomuceno  è un nome proprio di persona italiano maschile.

## Varianti
- Maschili: Nepomiceno
  - Composti: Giovanni Nepomuceno

### Varianti in altre lingue
- Ceco: (Jan) Nepomuk
- Croato: (Ivan) Nepomuk
- Francese: (Jean) Népomucène
- Inglese: (John) Nepomucene
- Polacco: (Jan) Nepomucen
- Sloveno: (Janez) Nepomuk
- Spagnolo: (Juan) Nepomuceno
- Tedesco: (Johannes) Nepomuk

## Origine e diffusione

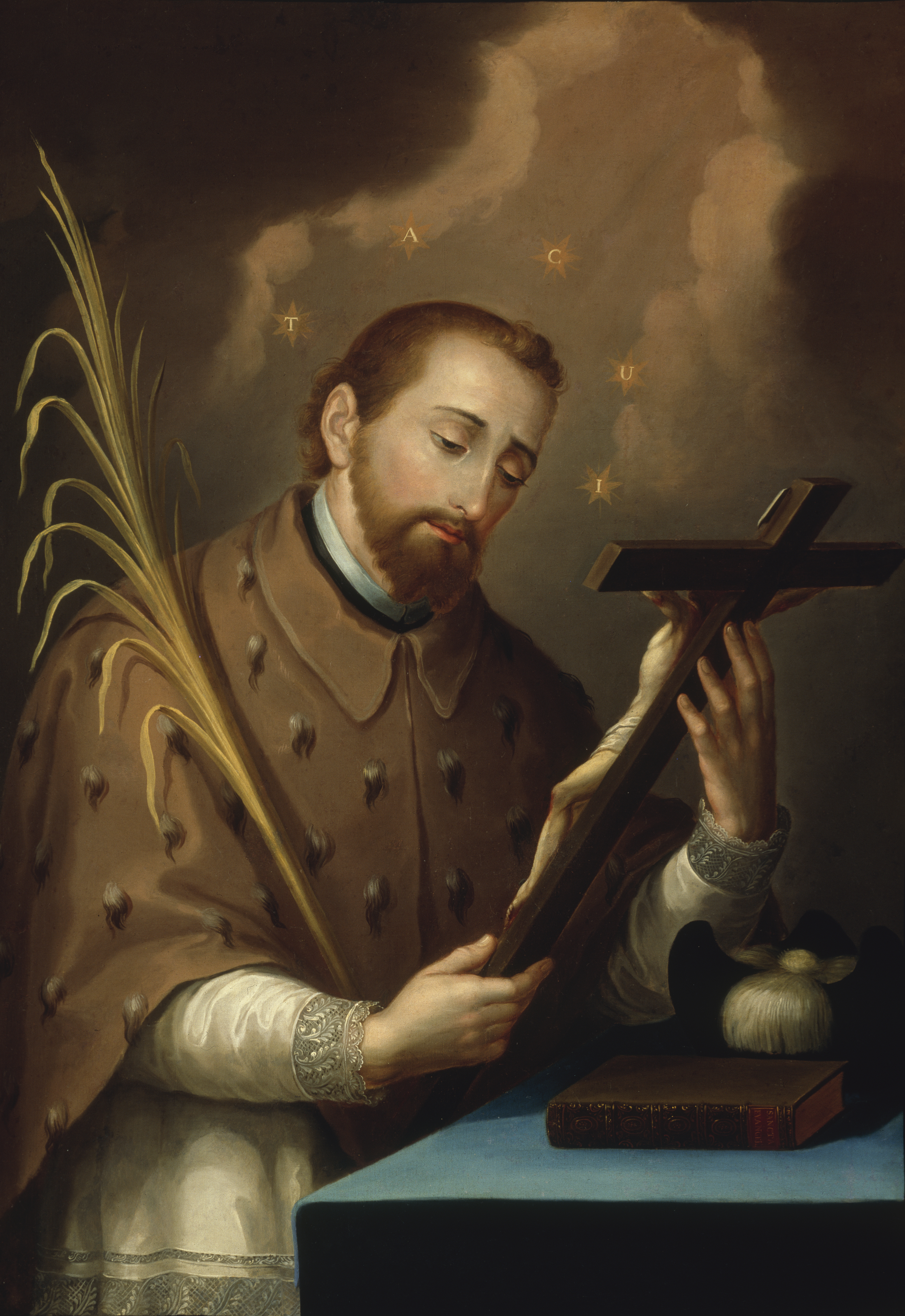
San Giovanni Nepomuceno dipinto da José Campeche

Riflette il culto verso san Giovanni Nepomuceno, che era originario di Nepomuk, in Boemia, ed è infatti spesso utilizzato in abbinata con il nome Giovanni.
Etimologicamente, il termine risale al latino Nepomucenus, con il letterale significato di "proveniente da Nepomuk" (in ceco: Nepomucký, di identico significato).

## Onomastico
Data l'origine, l'onomastico si festeggia solitamente il 20 marzo in memoria di san Giovanni Nepomuceno, sacerdote e martire a Praga. Diversi altri santi e beati hanno poi portato "Nepomuceno" come nome, e sono ricordati alle date seguenti:
- 5 gennaio, san Giovanni Nepomuceno Neumann, arcivescovo di Filadelfia[2]
- 17 marzo, beato Juan Nepomuceno Zegrí y Moreno, fondatore delle Suore della carità di Nostra Signora della Mercede[2]
- 1º luglio, beato Giovanni Nepomuceno Chrzan, sacerdote e martire a Dachau[2]
- 3 dicembre, beato Giovanni Nepomuceno de Tschiderer, vescovo di Trento[2]

## Persone

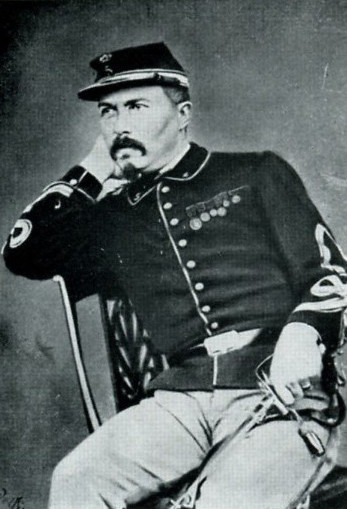
Nepomuceno Bolognini

- Nepomuceno Bolognini, militare e alpinista italiano
- Irio Nepomuceno De Paula, chitarrista, musicista e compositore brasiliano

### Variante composta Giovanni Nepomuceno

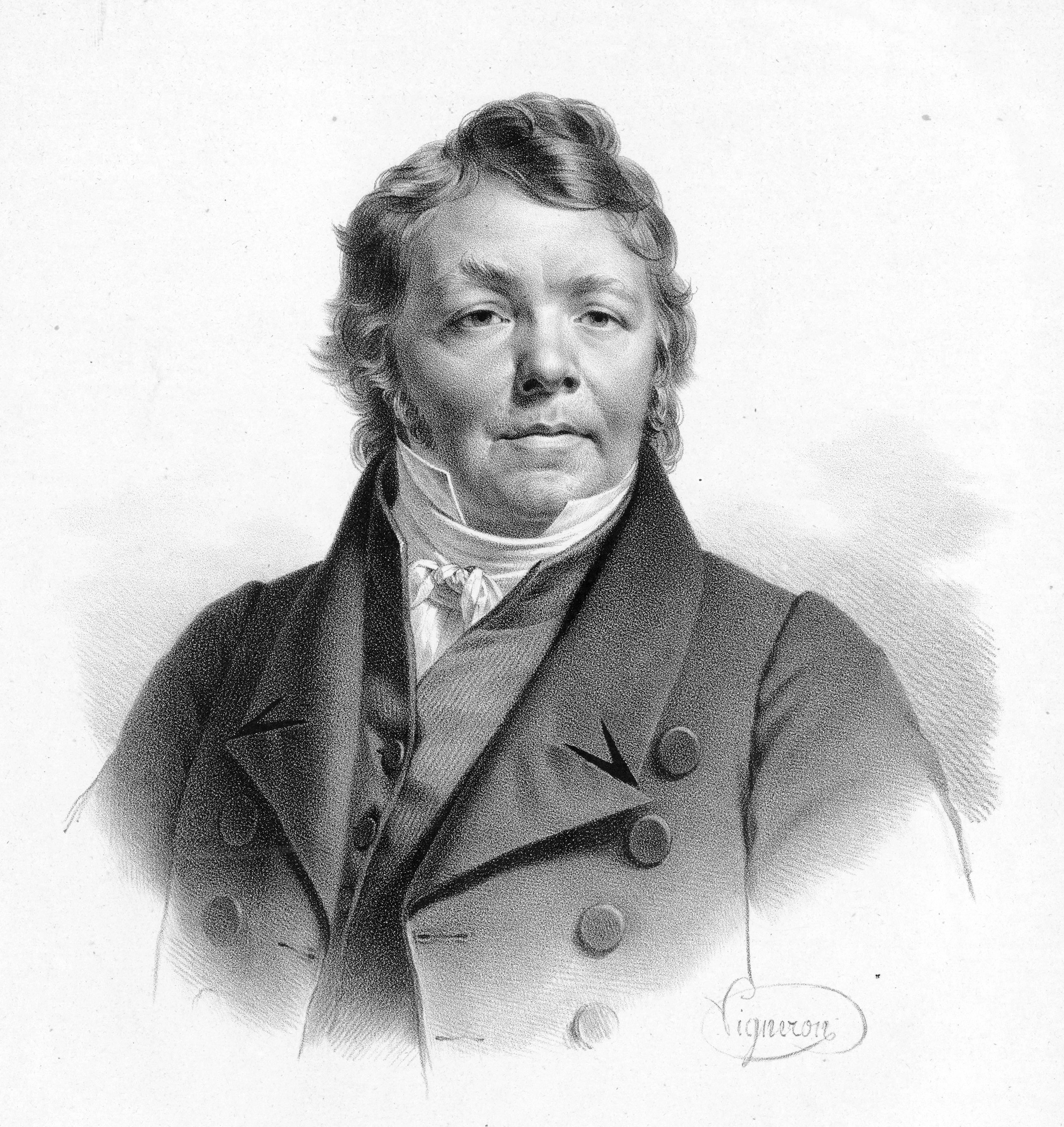
Johann Nepomuk Hummel

- Giovanni Nepomuceno d'Asburgo-Lorena, principe di Toscana e arciduca d'Austria
- Giovanni Nepomuceno Carlo del Liechtenstein, Principe del Liechtenstein
- Giovanni Nepomuceno de Tschiderer, vescovo cattolico austriaco
- Giovanni Nepomuceno Neumann, vescovo cattolico e santo statunitense

### Altre varianti
- Juan Nepomuceno Almonte, militare, politico e diplomatico messicano
- Johann Nepomuk Hummel, compositore, direttore d'orchestra e pianista austriaco
- Jan Nepomuk Neruda, scrittore, poeta e giornalista ceco
- Juan Nepomuceno Zegrí y Moreno, presbitero spagnolo

## Il nome nelle arti
- Nel romanzo La cognizione del dolore di Carlo Emilio Gadda, Nepomuceno Pastrufacio è l'eroe nazionale del Maradagàl, e adombra la figura di Giuseppe Garibaldi.